# フコキナーゼ
フコキナーゼ(Fucokinase、EC 2.7.1.52)は、以下の化学反応を触媒する酵素である。
ATP + L-フコース {\displaystyle \rightleftharpoons } ADP + β-L-フコース-1-リン酸
従って、この酵素の基質はATPとL-フコースの2つ、生成物はADPとβ-L-フコース-1-リン酸の2つである。
この酵素は転移酵素、特にアルコールを受容体とするホスホトランスフェラーゼに分類される。この酵素の系統名は、ATP:β-L-フコース 1-ホスホトランスフェラーゼ(ATP:beta-L-fucose 1-phosphotransferase.)である。通常はfuc-Kと略される。この酵素は、フルクトースとマンノースの代謝に関与している。